# Urko Berrade
Urko Berrade Fernández (Pamplona, 28 de noviembre de 1997) es un ciclista español. Debutó como profesional en 2019 con el equipo Euskadi Basque Country-Murias. Desde 2020 milita en las filas del conjunto Kern Pharma.

## Biografía

### Trayectoria deportiva

#### Kern Pharma
Berrade firmó por el Kern Pharma para la temporada 2020, siendo corredor de este equipo desde entonces. 
Tras su victoria en la 18.ª etapa de la Vuelta a España 2024, se le propusieron ofertas de hasta cuatro equipos UCI WorldTeam, entre ellos el Movistar Team para convertirse en corredor de la franquicia en 2025. Tras casi un mes de deliberaciones, finalmente el ciclista navarro firmó una renovación por dos años con su equipo, el Equipo Kern Pharma.

## Palmarés
2024
- 1 etapa de la Vuelta a España

2025
- Clásica Campo de Murviedro

## Resultados

### Grandes Vueltas
| Carrera | Carrera         | 2019 | 2020 | 2021 | 2022 | 2023 | 2024 |
| ------- | --------------- | ---- | ---- | ---- | ---- | ---- | ---- |
|         | Giro de Italia  | —    | —    | —    | —    | —    | —    |
|         | Tour de Francia | —    | —    | —    | —    | —    | —    |
|         | Vuelta a España | —    | —    | —    | 66.º | —    | 42.º |

### Vueltas menores
| Carrera | Carrera          | 2019 | 2020 | 2021 | 2022 | 2023 | 2024 |
| ------- | ---------------- | ---- | ---- | ---- | ---- | ---- | ---- |
|         | Volta a Cataluña | —    | X    | —    | Ab.  | —    | 99.º |
|         | Tour de Romandía | —    | X    | —    | 86.º | —    | —    |

### Clásicas y Campeonatos
| Carrera               | Carrera               | 2019 | 2020 | 2021 | 2022 | 2023 | 2024 | 2025 |
| --------------------- | --------------------- | ---- | ---- | ---- | ---- | ---- | ---- | ---- |
|                       | Lieja-Bastoña-Lieja   | —    | —    | —    | Ab.  | —    | —    | —    |
| Clásica San Sebastián | Clásica San Sebastián | —    | X    | 45.º | 46.º | 34.º | 46.º |      |
| París-Tours           | París-Tours           | Ab.  | —    | 17.º | —    | 57.º | 99.º |      |
| Mundial en Ruta       | Mundial en Ruta       | —    | —    | —    | Ab.  | —    | —    |      |
| España en Ruta        | España en Ruta        | —    | 7.º  | 19.º | 26.º | 20.º | —    | 9.º  |
| España Contrarreloj   | España Contrarreloj   | —    | 14.º | 14.º | —    | 6.º  | —    | 13.º |

—: no participa

Ab.: abandono

## Equipos
- Euskadi Basque Country-Murias (2019)
- Equipo Kern Pharma (2020-)